# Scina stenopus
Scina stenopus är en kräftdjursart. Scina stenopus ingår i släktet Scina och familjen Scinidae. Inga underarter finns listade i Catalogue of Life.